# Druza (mineralogia)

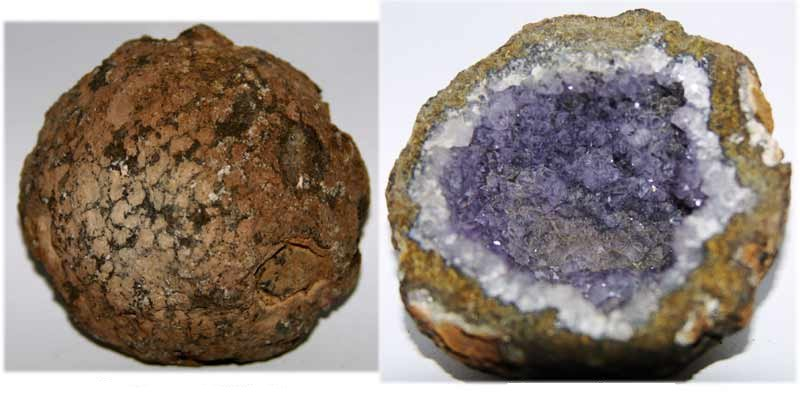
druza ametystowa

Druza (druza mineralna) – makroskopowo widoczna pustka w skale, na ścianach której rozwinięte są prawidłowo wykształcone (automorficzne) kryształy minerałów najczęściej w postaci szczotek krystalicznych, powstałe po ukształtowaniu się pustki. Druza jest jedną z częstych form występowania atrakcyjnych idiomorficznych kryształów.